# Collegio uninominale Puglia - 16
Il collegio elettorale uninominale Puglia - 16 è stato un collegio elettorale uninominale della Repubblica Italiana per l'elezione della Camera dei deputati tra il 2017 ed il 2022.

## Territorio
Come previsto dalla legge elettorale italiana del 2017, il collegio era stato definito tramite decreto legislativo all'interno della circoscrizione Puglia.
Era formato dal territorio di 16 comuni: Cagnano Varano, Foggia, Ischitella, Peschici, Rodi Garganico, San Giovanni Rotondo, San Marco in Lamis, Vico del Gargano, Vieste.
Il collegio era quindi interamente compreso nella provincia di Foggia.
Il collegio era parte del collegio plurinominale Puglia - 04.

## Eletti
| Elezione | Elezione | Deputato   | Partito            |
| -------- | -------- | ---------- | ------------------ |
|          | 2018     | Rosa Menga | Movimento 5 Stelle |
|          | 2022     | Rosa Menga | Europa Verde       |

## Dati elettorali

### XVIII legislatura
Come previsto dalla legge elettorale, 232 deputati erano eletti con sistema a maggioranza relativa in altrettanti collegi uninominali a turno unico.
| Candidati              | Candidati              | Voti    | %     | Liste                    | Voti    | %     |
| ---------------------- | ---------------------- | ------- | ----- | ------------------------ | ------- | ----- |
|                        | Rosa Menga ✔️ Eletto   | 53 654  | 44,89 | Movimento 5 Stelle       | 53 654  | 44,89 |
|                        | Michaela Di Donna      | 39 140  | 32,74 | Forza Italia             | 21 574  | 18,05 |
| Lega                   | Michaela Di Donna      | 39 140  | 32,74 | 9 629                    | 8,06    |       |
| Noi con l'Italia - UDC | Michaela Di Donna      | 39 140  | 32,74 | 4 498                    | 3,76    |       |
| Fratelli d'Italia      | Michaela Di Donna      | 39 140  | 32,74 | 3 439                    | 2,88    |       |
|                        | Lucia Azzarone         | 18 373  | 15,37 | Partito Democratico      | 15 191  | 12,71 |
| Civica Popolare        | Lucia Azzarone         | 18 373  | 15,37 | 1 333                    | 1,12    |       |
| +Europa                | Lucia Azzarone         | 18 373  | 15,37 | 1 300                    | 1,09    |       |
| Italia Europa Insieme  | Lucia Azzarone         | 18 373  | 15,37 | 549                      | 0,46    |       |
|                        | Marilena Di Padova     | 3 197   | 2,67  | Liberi e Uguali          | 3 197   | 2,67  |
|                        | Mariassunta Marchesani | 1 734   | 1,45  | Potere al Popolo!        | 1 734   | 1,45  |
|                        | Giovanni De Giovanni   | 1 627   | 1,36  | Il Popolo della Famiglia | 1 627   | 1,36  |
|                        | Ferdinando Spina       | 773     | 0,65  | CasaPound                | 773     | 0,65  |
|                        | Margherita Matrella    | 641     | 0,54  | Italia agli Italiani     | 641     | 0,54  |
|                        | Dario Petrone          | 161     | 0,13  | 10 Volte Meglio          | 161     | 0,13  |
|                        | Mauro Pagano           | 129     | 0,11  | PRI - ALA                | 129     | 0,11  |
|                        | Patrizia Basto         | 101     | 0,08  | Partito Valore Umano     | 101     | 0,08  |
| Totale                 | Totale                 | 119 530 | 100   |                          | 119 530 | 100   |
|                        |                        |         |       |                          |         |       |
| Voti non validi        | Voti non validi        | 4 238   | 3,42  |                          |         |       |
| Votanti                | Votanti                | 123 768 | 67,12 |                          |         |       |
| Elettori               | Elettori               | 184 387 |       |                          |         |       |